# 世界 (电影)
《世界》（英语：The World）是中国独立电影导演贾樟柯自编自导的第四部故事片，2004年9月4日於第61屆威尼斯影展首映並角逐金獅獎。2003年，赵涛说起自己在深圳“世界之窗”做舞蹈演员的故事，激发了贾樟柯的灵感，创作出《世界》的剧本。
影片片长143分钟，主演为赵涛、成泰燊。由上海电影集团公司、香港星汇有限公司联合出品、春天广告公司、西河制作联合摄制。

## 故事梗概
来自山西的赵小桃（赵涛饰）在北京的世界公园做舞蹈演员。她的前男友路过北京去蒙古国乌兰巴托劳务输出，和赵小桃短暂见面，引起赵小桃的现在的男友成太生（成泰燊饰）的嫉妒。成太生也是山西人，在公园做保安。成太生的老乡三赖（王宏伟饰）带着绰号“二姑娘”的另一位同乡到北京做建筑工人。
成太生的一个黑道上的朋友让他护送一个住在北京浙江村的温州裁缝廖姐（黄依群饰）去山西讨债。赵小桃在公园结识了来在俄罗斯的安娜，但安娜不久就要换工作。虽然语言不同，但电视新闻中的“乌兰巴托”的名字使安娜想到在蒙古的妹妹。安娜教小桃一首俄语歌曲《乌兰巴托的夜》。
成太生试图和赵小桃发生婚前性行为遭拒，去找廖姐，得知她的丈夫多年前到了巴黎之后便失去了音信，而她自己即将出国。在同事的怂恿下赵小桃和另外几个姑娘去夜总会陪有钱人喝酒，但拒绝了其中一个人的继续发展关系的提议。在夜总会赵小桃偶遇在这里做招待的安娜。
“二姑娘”由于过度加班出事故死了，留下一张记着欠款的纸，每一笔款项只有几元人民币。他的哥哥（韩三明饰）来到北京，把施工队的抚恤金领走。赵小桃终于同意了和成太生的发生性行为。在廖姐临出国前夕给成太生的短信被赵小桃发现，两人产生隔阂。两人最终一起煤气中毒，被人救出来。

## 获奖
- 第61届威尼斯电影节正式竞赛单元及最佳亚洲电影奖
- 第6届西班牙巴马斯国际电影节最佳影片金伯爵奖，最佳摄影奖
- 第7届法国多维尔电影节最佳编剧奖
- 第11届法国维苏国际电影节评委会大奖
- 第41屆金馬獎提名最佳原創電影音樂林強
- 美國「IndieWIRE.com」評選2000到2009年近10年來最傑出電影第21名

## 花絮
- 画家刘小东和导演王小帅在影片中客串